# Distichophyllum microcarpum
Distichophyllum microcarpum är en bladmossart som beskrevs av Mitten 1882. Distichophyllum microcarpum ingår i släktet Distichophyllum och familjen Hookeriaceae. Inga underarter finns listade i Catalogue of Life.